# 音量を上げろタコ!なに歌ってんのか全然わかんねぇんだよ!!
『音量を上げろタコ!なに歌ってんのか全然わかんねぇんだよ!!』（おんりょうをあげろたこ!なにうたってんのかぜんぜんわかんねぇんだよ!!）は、2018年10月12日に公開された日本映画。監督は三木聡、主演は阿部サダヲ。
脅威な声を持ったロックシンガー・シンと声が小さすぎるストリートミュージシャン・ふうかが謎の組織に追われるロックコメディ。

## あらすじ
世界的ロックシンガーのシンは4オクターブの音域を持ち人々を虜にしてきた。しかしそんなシンの歌声には秘密があり、この声は声帯ドーピングという禁断の手段によって手に入れたものだった。あるときシンは声が小さすぎるストリートミュージシャンの明日葉ふうかと出会い、内気なふうかにシンは罵声を浴びせる。シンの言葉に自信を失ったふうかは引きこもってしまうが、シンに強引に引っ張られる形でオーディションを受けることになる。正反対の2人だったが、ふうかがシンの素顔を知っていくうちに距離を縮めていく。そしてふうかはシンの喉の秘密を知ってしまう。あろうことか、すでにシンの喉は声帯ドーピングのやりすぎにより崩壊寸前状態。その頃、シンのレコード会社は彼の歌声を巡りある陰謀を企てていた。ふうかはシンを守るために2人で逃亡をする。

## キャスト
- シン（静川真）：阿部サダヲ
- 明日葉ふうか：吉岡里帆
- 坂口：千葉雄大
- 女医：麻生久美子
- 自滅：小峠英二（バイきんぐ）
- 伊能聖子：片山友希
- 木之本：中村優子
- シンの母：池津祥子
- よろこびソバのおじさん / ピザの配達員：森下能幸
- 無料レコード社長：岩松了
- デビルおばさん：ふせえり
- 社長：田中哲司
- ザッパおじさん：松尾スズキ
- ぎょうにんべん：村上航

## スタッフ
- 監督・脚本：三木聡
- 音楽：上野耕路
- エグゼクティブプロデューサー：豊島雅郎、青木竹彦、柳村努
- プロデューサー：山野晃、若林雄介
- 撮影：相馬大輔（J.S.C.）
- 照明：佐藤浩太
- 録音：久連石由文
- 美術：磯見俊裕、露木恵美子
- 装飾：布部雅人
- 編集：高良真秀
- 音響効果：松浦大樹
- ヘアメイク：橋本申二
- スタイリスト：西留由起子
- 特殊造形：西村喜廣
- 鉄道具：大澤克俊
- 助監督：塩崎遵
- 制作担当：大熊敏之
- ラインプロデューサー：齋藤悠二
- ポストプロダクションプロデューサー：篠田学
- VFXスーパーバイザー：大萩真司
- 音楽プロデューサー：安井輝、西條善嗣
- 宣伝プロデューサー：森朋子
- 制作プロダクション：パイプライン
- 配給・制作：アスミック・エース
- 製作：映画「音量を上げろタコ!」製作委員会（アスミック・エース、GYAO、WOWOW、ポニーキャニオン、ニッポン放送、ローソンエンタテインメント）

## 主題歌
「人類滅亡の歓び」（Ki/oon Music）
作詞：いしわたり淳治 / 作曲：HYDE / 歌：SIN+EX MACHiNA
「体の芯からまだ燃えているんだ」（Ki/oon Music）
作詞・作曲：あいみょん / 歌：ふうか
その他にも多数のアーティストが楽曲を提供し劇中で使われている。

## 評価
- 2018年『映画芸術』ワーストテン10位